# Hotell Opalen
Hotell Opalen är ett hotell i stadsdelen Heden i Göteborg, som ligger i korsningen Engelbrektsgatan-Skånegatan, vid Evenemangsstråket och i närheten av Scandinavium och Ullevi. Den ursprungliga byggnaden var 11 våningar och stod klar 1964. En påbyggnad gjordes 2009 och Opalen blev då 16 våningar.

## Historia
Planer på ett storhotell i Reso-regi, hade länge diskuterats. Då staden 1955 ställde mark till förfogande och beslöt att stå som byggherre för projektet, tog planerna fastare form. Men hotellprojektet kunde inte lösas som en begränsad uppgift, utan uppdraget innefattade snart även stadsplan för kvarteret i sin helhet. Arkitekt var Henning Orlando. Ursprungsbyggnaden i 11 våningar uppfördes 1962–1964 av byggherren AB Göteborgshotell, och antalet gästrum och sviter var 229 med sammanlagt 335 bäddar. Huvudmatsalen hade plats för omkring 220 gäster och barbodegan för cirka 60 gäster. Festvåningen kunde ta upp till 260 personer, fördelade på en festsal och fyra klubbrum. Inredningsarkitekt SIR Folke Sundberg svarade för merparten av inredningen. Fasadfrisen på byggnadens entrésida utfördes av den danska konstnären Inger Hanmann. Matsalens muralmålningar är av konstnären Per Lindekrantz. För flertalet av textilierna svarade Alice Lund och Elsa Agélii.
Under 2009 byggdes huset på med fem våningar till dagens 16. Opalen har formen av en solfjäder och har idag cirka 356 rum, före påbyggnaden 242 rum. Namnet kommer av hotellets belägenhet i kvarteret 24 Opalen, tomt 24:11.
Hotellet tillhör Scandic Hotels-kedjan och är profilerat främst som ett konferenshotell.
Hotell Opalen är kanske mest känt för att ha haft Jimi Hendrix som gäst i januari 1968, inför en spelning på Lorensbergs Cirkus. Spelningen skulle äga rum 4 januari och natten innan konserten passade Hendrix på att festa till och därefter slå sitt hotellrum sönder och samman. Hendrix togs om hand av polisen och fick plåstras om på Sahlgrenska Universitetssjukhuset för att sedan sova ruset av sig i fyllecellen.